# Bouszów (przystanek kolejowy)
Bouszów (ukr. Бовшів, ros. Бовшев) – przystanek kolejowy w miejscowości Zadnistrianśke, w rejonie iwanofrankiwskim, w obwodzie iwanofrankiwskim, na Ukrainie. Położony jest na linii Lwów – Czerniowce.
Nazwa pochodzi od pobliskiej wsi Bouszów.